# Marubozu
Marubozu é um padrão de análise gráfica de Candlestick, uma técnica usada para análise de mercado (ações, mercadorias, futuros, etc.). É caracterizado por uma figura alongada (chamada de corpo longo) por ter os preços de abertura e encerramento do pregão distantes um do outro, indicando que houve forte pressão de compra ou de venda entre os negociadores. Em situações como essa diz-se que o mercado estava ávido por comprar (se for um Marubozu de alta) ou por vender (se for um Marubozu de baixa).
Um Marubozu pode ter significados diferentes dependendo de sua cor e do ponto em que aparece na tendência do mercado. Se estiver presente no início de uma tendência e estender-se na direção dela, atesta sua força. Se surgir após uma longa tendência, em sentido contrário a ela, demonstra possibilidade de reversão.
Também pode indicar esgotamento de uma tendência ao surgir no final dela, no mesmo sentido em que ela se movimenta.
O Marubozu também pode compor outros padrões mais complexos como: Harami, Dark Cloud Cover, Piercing Line Patern, Tweezers e Counterattack Lines.